# Голяди
Голяди — деревня в Дмитровском районе Московской области, в составе сельского поселения Синьковское. До 2006 года Голяди входили в состав Бунятинского сельского округа.

## Расположение
Деревня расположена в западной части района, примерно в 18 км к западу от Дмитрова, у истоков речки Бунятка (левый приток Яхромы), высота центра над уровнем моря 183 м. Ближайшие населённые пункты — Юркино на северо-востоке, Малое Телешово на востоке, Ащерино на юго-востоке и Ведерницы на севере.

## Население
| 2002 | 2006 | 2010 |
| ---- | ---- | ---- |
| 1    | →1   | ↗3   |